# جلمیدون
جلمیدون (به عربی: جلمیدون) یک روستا در سوریه است که در ناحیه جب رمله واقع شده‌است. جلمیدون ۹۹۱ نفر جمعیت دارد.